# Editto di Saint-Germain-en-Laye
L'editto di Saint-Germain-en-Laye, detto anche editto di Gennaio, fu emesso a Saint-Germain-en-Laye il 17 gennaio 1562 per volontà della regina madre Caterina de' Medici, reggente in nome del figlio minorenne, il futuro re Carlo IX, e concedeva entro certi limiti libertà di culto ai nobili ugonotti (calvinisti francesi) in un regno cattolico.
L'editto concedeva ai protestanti la libertà privata di fede, quella di culto pubblico nei sobborghi e nelle periferie delle città od in zone di campagna, ponendo comunque limiti al numero di partecipanti. Con questo editto Caterina intendeva raggiungere tre scopi, fra loro interconnessi:
- pacificare la Francia dilaniata già da tempo da conflitti religiosi sfociati in conflitti armati;
- ridare prestigio ed autorità al re tanto fra i cattolici che fra i protestanti;
- limitare il potere politico anomalo che la casa dei Guisa, nel corso del regno del suo primo figlio Francesco, aveva accumulato (i duchi di Guisa, cattolici intransigenti, erano fieri avversari delle dottrine della Riforma Protestante).

Tutto ciò cercando di non intaccare nel contempo i diritti dei cattolici. Con queste norme, alla cui stesura aveva collaborato massicciamente il cancelliere Michel de l'Hôspital, Caterina tentò di percorrere politicamente una strada di autorevole mediazione fra le due parti, che nella sua visione della situazione, avrebbe portato ad un rafforzamento del prestigio e dell'autorità regia. I Guisa non accettarono questa linea e considerarono l'editto un errore, una pericolosa concessione ai protestanti ed in sostanza, una vittoria dei medesimi nel conflitto che li vedeva avversari dei cattolici. Nel marzo dello stesso anno essi diedero una prova della loro avversione al decreto con la strage di Wassy.
L'editto di Saint-Germain fu l'antesignano dell'editto di Nantes, emesso oltre trent'anni dopo da Enrico IV.